# Nouveau Larousse universel
Der Nouveau Larousse universel (Kürzel: NLU) war ein enzyklopädisches Nachschlagewerk (vergleichbar dem Brockhaus) und gleichzeitig ein Wörterbuch der französischen Sprache in zwei Bänden. Er erschien ab 1948 im Verlag Larousse. Vorläufer waren der Larousse pour tous von 1907/08 und der Larousse universel von 1922/23.

## Geschichte

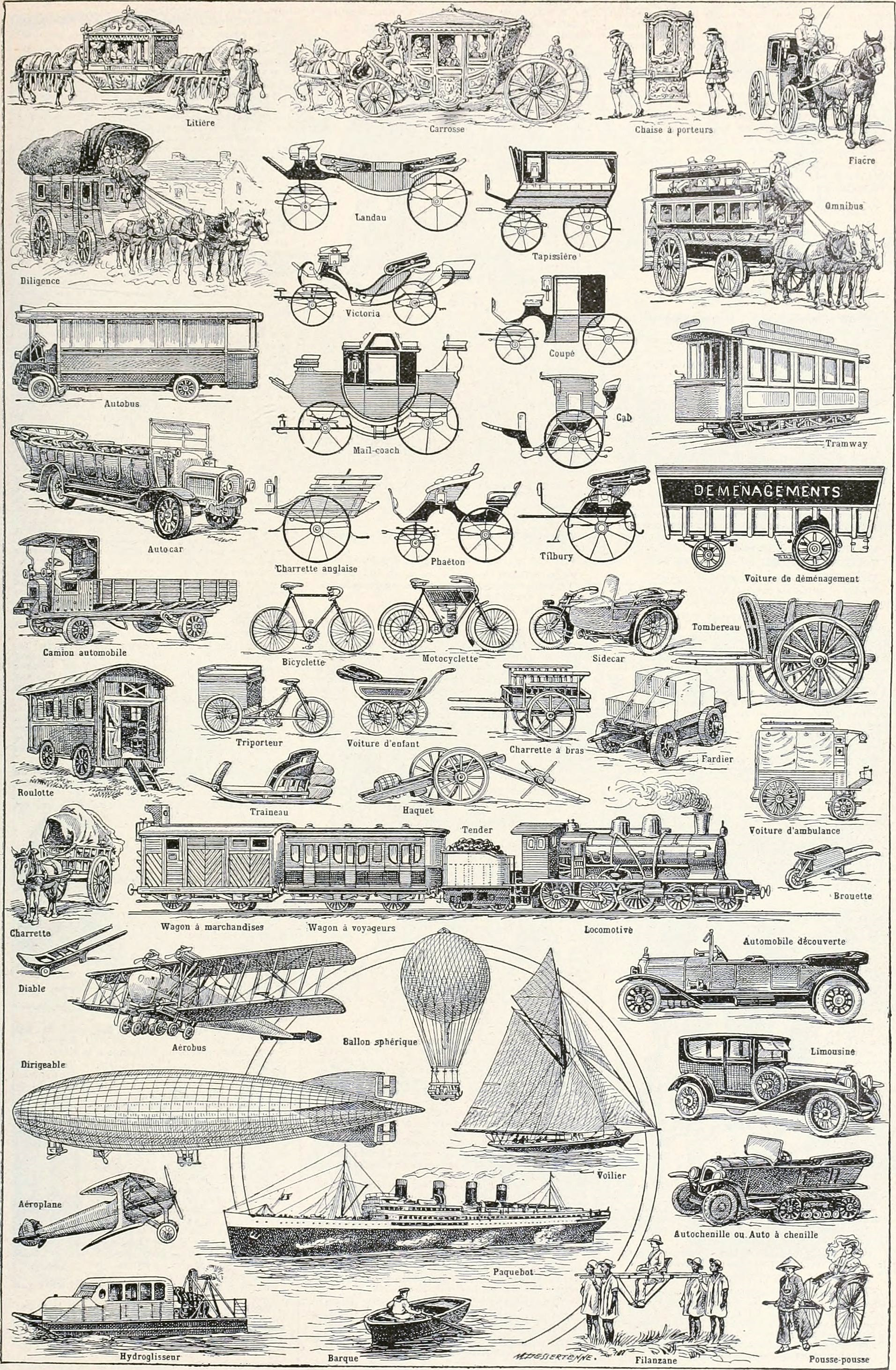
Ausschnitt aus dem Larousse universel von 1922

Claude Augé, Herausgeber des Nouveau Larousse illustré in 7 Bänden (1897–1903), verkürzte dieses Lexikon 1907 auf 2 Bände und nannte das Ergebnis Le Larousse pour tous. Nouveau dictionnaire encyclopédique (« Larousse für alle. Neues enzyklopädisches Wörterbuch », A–K, 966 Seiten; L–Z, 986 Seiten). Die Nachfolge-Edition dieses Lexikons erhielt 1922–1923 den Titel Larousse universel en 2 volumes (A–K, 1276 Seiten; L–Z, 1292 Seiten) und 1948–1949 den Titel Nouveau Larousse universel (A–K, 1076 Seiten; L–Z, 1092 Seiten). Weitere Auflagen von 1955–1957 (1080 und 1076 Seiten) und 1969 (787 und 868 Seiten) behielten diesen Titel bei.